# La Marina del Prat Vermell
La Marina del Prat Vermell és un dels barris que conformen la Marina de Sants del districte de Sants-Montjuïc de Barcelona, entre el barri de la Marina de Port i la zona industrial de la Zona Franca, en els terrenys que abans rebien genèricament el nom de Can Tunis. El barri era una zona industrial fins fa pocs anys, amb una població el 2015 de només 1.145 habitants.
Els límits del barri són les vies del tren al sud, el carrer de la Metal·lúrgia a l'oest, fins al carrer del Foc al nord, continuant pel passeig de la Zona Franca cap al mar, fins carrer Cisell i Mare de Déu de Port altre cop cap al mar fins a les vies del tren.

## Història

### Un passat agrícola i industrial
A principis del segle xix, la ramaderia tenia força importància a la zona, i és que el que avui és el barri abans estava ocupat per grans ramats de vaques, cabres i ovelles. Només a la zona de costa, hi sobrevivia una pesca incipient. La inauguració l'any 1819 del canal de la Infanta, que transcorria aproximadament per l'actual carrer de Mare de Déu de Port, va significar la transformació del paisatge agrícola: es van substituir els conreus de secà per hortes i fruites, però es mantingueren les pastures a les zones humides.
La transformació més important es va produir a partir de 1846, quan l'Ajuntament de Barcelona va prohibir la instal·lació de fàbriques a l'interior de la ciutat. Aquesta decisió va fer que els industrials dirigissin les seves inversions cap a zones dels municipis veïns on abundava el terreny i l'aigua, de manera que ja l'any 1851 consten a la zona fins a sis prats d'indianes, entre ells el de Bertrand i Serra, anomenat el Prat Vermell. De fet, el nom de Prat Vermell, que acabaria donant nom al barri, vindria de les peces de roba de color vermell que es deixaven assecar als terrenys al voltant, coneguts com a prats d'indianes.
El 1897 el poble de Sants queda integrat a Barcelona, i amb ell la Marina del Prat Vermell. Va ser important perquè la zona es va poblar de fàbriques i es va permetre que molta gent es traslladés al barri. A la fi del segle xix es donen diversos processos significatius per al futur del barri. Alhora comença a florir un nou sector econòmic, el de l'esbarjo, amb la construcció de diversos banys a les platges de la marina i també l'anomenat Hipòdrom de Can Tunis, situat ja als actuals terrenys de la Zona Franca.
El 1929 un reial decret llei aprova la constitució d'una zona franca per a la ciutat, que s'estableix sobre els terrenys de les marines de Sants i l'Hospitalet de Llobregat, que s'integren, per tant, al barri.
Durant la Guerra Civil el barri és bombardejat diverses vegades sobretot per l'aviació italiana, atesa la concentració d'indústries a la zona i la proximitat de la Campsa.
L'any 1955 s'inaugura la fàbrica SEAT a la Zona Franca que va portar milers de treballadors al barri. Per encabir-los es van construir prop de mil habitatges en el barri de Sant Cristòfol en el veí barri de la Marina de Port. Eren els primers del barri que disposaven de tots els serveis necessaris. Ja dins la Marina del Prat Vermell, es va construir el Centre de Formació de SEAT encara existent.

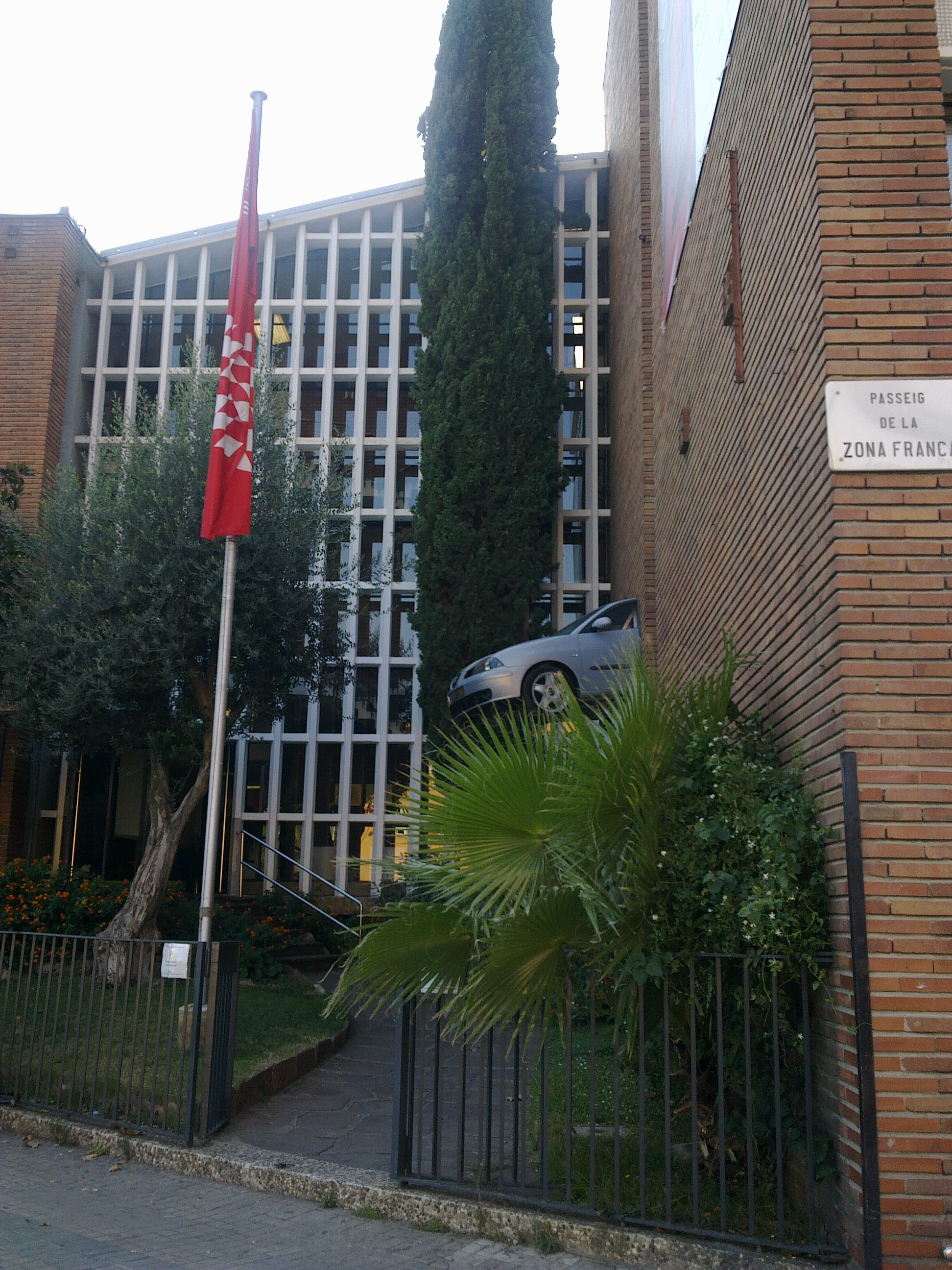
Centre de Formació de SEAT, al passeig de la Zona Franca

L'any 1985 es tanca el ramal de port dels Ferrocarrils Catalans construït el 1926 i que des de la Gran Via transcorria pels actuals carrers de Ferrocarrils Catalans i Mare de Déu de Port fins a les instal·lacions del Port de Barcelona, i que es va utilitzar molts anys únicament per al transport de la potassa de les mines de Súria i Sallent.

### El projecte de creació d'un nou barri
Entre els anys 2005 i 2006 l'Ajuntament de Barcelona aprova la divisió de Barcelona en un total de 73 barris que, en el cas de la Marina de Sants, va provocar la divisió en Marina de Port i Marina del Prat Vermell. Cal reconèixer que el nom històric per a la Marina del Prat Vermell hauria estat el de Can Tunis, però aquesta denominació havia quedat estigmatitzada pel barraquisme del s.XX i, més especialment, per la mala fama de l'anomenat nou Can Tunis, que va esdevenir un focus marginal i de compravenda de drogues entre els anys 1980 i 2000.
L'any 2005 l'Ajuntament de Barcelona aprova la reurbanització de tota la zona El projecte té com a objectius assolir un barri amb cohesió social -amb la creació d'habitatge protegit-, completar la xarxa viària, crear espais lliures i equipaments, fer compatible l'activitat econòmica amb la residencial i establir les condicions per a una mobilitat sostenible. Es preveu la construcció de 10.865 habitatges, un 47% dels quals de protecció oficial, de tal manera que el barri podria arribar als 30.000 habitants aproximadament. També preveu la creació d'un parc de 3 hectàrees -el Parc Central de la Marina del Prat Vermell- i l'arribada del metro de la L10

#### Un patrimoni en perill
El nou planejament aprovat només ha deixat com a referents del patrimoni industrial la xemeneia de la fàbrica Miniwatt, el Centre de Formació de SEAT i la Casa Santiveri, oblidant tota referència a la casa obrera, de la qual resten actualment exemples com la Colònia Santiveri i la Colònia Bausili, condemnades a desaparèixer. Tampoc es preveu la conservació de cap part de l'antiga Fàbrica Bertrand i Serra el Prat Vermell, que dona nom al barri i que és l'últim testimoni del patrimoni industrial del segle xix, encara dempeus i que podria oferir espais tan necessaris per a equipaments per al nou barri.

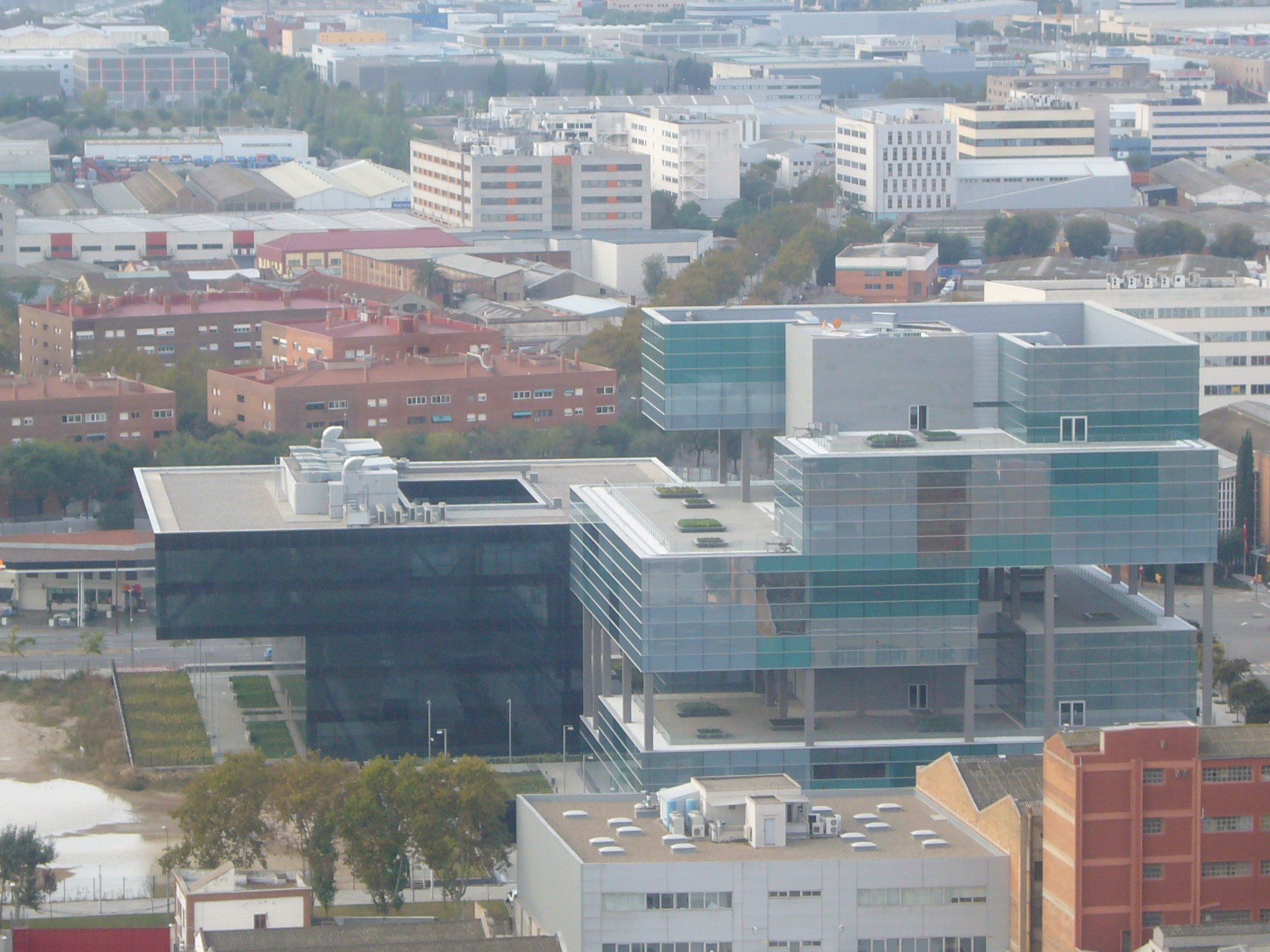
Districte 38, d'Arata Isozaki i l'estudi FOA

#### Districte 38
La nova construcció més singular del barri és el complex anomenat Districte 38, constituït per dos edificis. L'edifici L ha estat dissenyat per Arata Isozaki, mentre que l'edifici T és obra de l'estudi d'arquitectura FOA integrat per Alejandro Zaera i Farshid Moussavi

## Els nuclis antics del barri

### Les Cases Barates (Eduard Aunós)
El barri de les Cases Barates, que tenia com a nom oficial el d'Eduard Aunós, ministre durant la dictadura de Primo de Rivera, va ser el primer en aixecar-se, situat entre els actuals carrers d'Ulldecona, Arnes, Acer i passeig de la Zona Franca. Es va construir per allotjar els barraquistes desnonats de Montjuïc en urbanitzar-se part de la muntanya que havia d'acollir l'Exposició de 1929. Hi visqué molts anys Paco Candel, que hi escriví Donde la ciudad cambia su nombre (1957) 
El barri fou construït en poc temps i amb mitjans precaris, cosa que a causa del mal estat dels habitatges, les seves reduïdes dimensions i les abundants inundacions que patiren, va plantejar, en els anys 80, la necessitat de remodelar-los. Les obres començaren a inicis dels 90 amb l'enderroc de les cases velles i la construcció de nous habitatges.

### La Colònia Bausili
La Colònia Bausili és un grup de 22 cases que mantenen l'estructura de fa gairebé 100 anys. On avui s'aixeca la Colònia, abans hi havia una fàbrica tèxtil. Quan la família propietària de la indústria, els Bausili, van decidir tancar-la, s'hi van construir les cases. Situada al costat Llobregat del passeig de la Zona Franca entre els carrers Cisell i Ulldecona, actualment estan afectades pel projecte urbanístic que ha de transformar la zona, però els veïns demanen que no els facin fora.

### La Colònia Santiveri
Barri construït a partir dels anys 1910, al voltant de la fàbrica Santiveri, entre els carrers de l'Encuny, Torres de Marina i Gabriel Miró. El barri queda encaixat actualment entre fàbriques i magatzems industrials, però continua habitat, conservant cases de planta baixa, entre les quals la dels propietaris, construïda el 1895.

### Can Tunis
El naixement del barri de Can Tunis fou un fenomen paral·lel al procés d'industrialització, a finals del segle xix, mentre les petites barriades de pescadors anaven desapareixent. El desenvolupament de l'agricultura de regadiu relacionat amb el canal de la Infanta va permetre el creixement del nucli habitat al costat de la capella de Port.A partir dels anys 20 del segle xx, amb la modificació dels terrenys per establir la zona franca del port de Barcelona, comença una etapa de grans transformacions que acabaran per fer desaparèixer el barri de can Tunis i una multitud de cases de pagès disseminades per tot el delta. I als anys 30 comença la majoria de les expropiacions. A mesura que va desapareixent el barri, va sorgint al seu torn el fenomen del barraquisme.
Els anys 70 s'eliminen les barraques i el 1979 s'inaugura el nou Can Tunis, o polígon Avillar Chavorros, destinat a allotjar temporalment els darrers estadants de les barraques en el marc d'un projecte d'educació social. Però el nou Can Tunis esdevé un barri marginal, conegut com a punt de compra de droga. L'any 2004 s'enderroquen les darreres cases i la barriada ha quedat absorbida per les infraestructures industrials i portuàries

## Serveis i instal·lacions
- Agència Tributària de Catalunya, a l'edifici D38, al passeig de la Zona Franca
- Centre de Formació de SEAT, al passeig de la Zona Franca
- Seu central de la Unió de Pagesos de Catalunya, al carrer d'Ulldecona
- Comissaria de Mossos d'Esquadra a Sants-Montjuïc, al carrer d'Ulldecona
- Fundació Banc dels Aliments, al carrer Motors
- Institut Mare de Déu de la Mercè, al carrer Motors

## Personatges il·lustres relacionats amb el barri
- Eduard Manchón Molina, futbolista (1930-2010)
- Paco Candel, escriptor i polític (1925-2007)
- Jaume Santiveri Piniés, empresari fundador de Santiveri (1861-1938)
- Santiago Santiveri Margarit, fill i successor de Jaume Santiveri Piniés, nascut a la casa de la família en el barri de la Marina del Prat Vermell (1913-2014)